# Landtagswahlkreis Landkreis Rostock I
Der Landtagswahlkreis Landkreis Rostock I (bis 2015: Bad Doberan I) ist ein Landtagswahlkreis in Mecklenburg-Vorpommern. Er umfasst vom Landkreis Rostock die Städte Bad Doberan, Kröpelin, Kühlungsborn und Neubukow, die Gemeinde Satow sowie die Ämter Bad Doberan-Land, Neubukow-Salzhaff und Schwaan. Nach Zahl der Wahlberechtigten ist der Wahlkreis Landkreis Rostock I der größte Wahlkreis des Bundeslandes.

## Wahl 2021
Bei der Landtagswahl in Mecklenburg-Vorpommern 2021 gab es in diesem Wahlkreis folgendes Ergebnis:
| Partei               | Direktkandidat     | Erststimmen      | Zweitstimmen     |
| -------------------- | ------------------ | ---------------- | ---------------- |
| SPD                  | Stefanie Drese     | 38,5 %           | 41,4 %           |
| AfD                  | Steffen Reinicke   | 16,6 %           | 15,4 %           |
| CDU                  | Katy Hoffmeister   | 16,6 %           | 13,0 %           |
| Die LINKE            | Michael Noetzel    | 9,8 %            | 9,1 %            |
| GRÜNE                | Christine Wunschik | 5,7 %            | 6,0 %            |
| FDP                  | Norman Klimt       | 6,6 %            | 6,4 %            |
| NPD                  | –                  | –                | 0,7 %            |
| Tierschutzpartei     | –                  | –                | 1,5 %            |
| Freier Horizont      | –                  | –                | 0,2 %            |
| Die PARTEI           | –                  | –                | 0,6 %            |
| FREIE WÄHLER MV      | Harry Klink        | 2,2 %            | 1,2 %            |
| PIRATEN              | –                  | –                | 0,3 %            |
| LKR                  | –                  | –                | 0,0 %            |
| DKP                  | –                  | –                | 0,1 %            |
| Bündnis C            | –                  | –                | 0,1 %            |
| TIERSCHUTZ hier!     | –                  | –                | 0,5 %            |
| dieBasis             | Marco Wolter       | 3,0 %            | 2,5 %            |
| DiB                  | –                  | –                | 0,0 %            |
| FPA                  | –                  | –                | 0,0 %            |
| ÖDP                  | –                  | –                | 0,1 %            |
| Die Humanisten       | –                  | –                | 0,1 %            |
| Gesundheitsforschung | –                  | –                | 0,2 %            |
| Team Todenhöfer      | –                  | –                | 0,3 %            |
| UNABHÄNGIGE          | –                  | –                | 0,2 %            |
| Einzelbewerber       | Thomas Junginger   | 0,9 %            | –                |
| Wahlberechtigte      | 43.781 Einwohner   | 43.781 Einwohner | 43.781 Einwohner |
| Wahlbeteiligung      | 74,6 %             | 74,6 %           | 74,6 %           |

## Wahl 2016
Die Landtagswahl in Mecklenburg-Vorpommern 2016 führte zu folgenden Ergebnissen:
| Partei           | Direktkandidat     | Erststimmen     | Zweitstimmen    |
| ---------------- | ------------------ | --------------- | --------------- |
| SPD              | Stefanie Drese     | 29,3 %          | 32,1 %          |
| CDU              | Stephan Krauleidis | 21,0 %          | 20,2 %          |
| DIE LINKE        | Susanne Krone      | 10,7 %          | 11,6 %          |
| GRÜNE            | Christine Borgwald | 5,0 %           | 4,5 %           |
| NPD              | –                  | –               | 2,1 %           |
| FDP              | Hinrich Schütt     | 3,0 %           | 3,0 %           |
| PIRATEN          | –                  | –               | 0,4 %           |
| FAMILIE          | –                  | –               | 0,9 %           |
| FREIE WÄHLER     | –                  | –               | 0,3 %           |
| Die PARTEI       | –                  | –               | 0,5 %           |
| Die Achtsamen    | Andreas Unterfranz | 1,2 %           | 0,4 %           |
| ALFA             | –                  | –               | 0,4 %           |
| AfD              | Steffen Reinicke   | 19,3 %          | 21,3 %          |
| Bündnis C        | –                  | –               | 0,1 %           |
| DKP              | –                  | –               | 0,1 %           |
| Freier Horizont  | –                  | –               | 0,8 %           |
| Tierschutzpartei | –                  | –               | 1,3 %           |
| Einzelbewerber   | Horst Hagemeister  | 10,5 %          | –               |
| Wahlberechtigte  | 43482 Einwohner    | 43482 Einwohner | 43482 Einwohner |
| Wahlbeteiligung  | 66,8 %             | 66,8 %          | 66,8 %          |

## Wahl 2011
Bei der Landtagswahl in Mecklenburg-Vorpommern 2011 gab es folgende Ergebnisse:
| Partei          | Direktkandidat      | Erststimmen     | Zweitstimmen    |
| --------------- | ------------------- | --------------- | --------------- |
| SPD             | Stefanie Drese      | 37,0 %          | 39,1 %          |
| CDU             | Henning von Storch  | 25,2 %          | 21,7 %          |
| DIE LINKE       | Erwin Kischel       | 17,9 %          | 16,9 %          |
| GRÜNE           | Ute Klingbiel       | 9,0 %           | 8,9 %           |
| NPD             | Dirk Susemihl       | 5,3 %           | 5,2 %           |
| FDP             | Erhardt Liehr       | 4,0 %           | 3,2 %           |
| PIRATEN         |                     |                 | 1,7 %           |
| FAMILIE         |                     |                 | 1,6 %           |
| FREIE WÄHLER    | Knut-Hermann Cremer | 1,6 %           | 0,9 %           |
| Die PARTEI      |                     |                 | 0,2 %           |
| AUF             |                     |                 | 0,2 %           |
| AB              |                     |                 | 0,2 %           |
| APD             |                     |                 | 0,1 %           |
| REP             |                     |                 | 0,1 %           |
| PBC             |                     |                 | 0,1 %           |
| ödp             |                     |                 | 0,1 %           |
| Wahlberechtigte | 50232 Einwohner     | 50232 Einwohner | 50232 Einwohner |
| Wahlbeteiligung | 55,5 %              | 55,5 %          | 55,5 %          |

## Wahl 2006
Bei der Landtagswahl in Mecklenburg-Vorpommern 2006 gab es folgende Ergebnisse:
| Partei          | Direktkandidat     | Erststimmen     | Zweitstimmen    |
| --------------- | ------------------ | --------------- | --------------- |
| SPD             | Beate Mahr         | 29,1 %          | 31,1 %          |
| CDU             | Henning von Storch | 32,1 %          | 28,8 %          |
| PDS             | Birgit Schwebs     | 16,3 %          | 15,3 %          |
| FDP             | Michael Giersberg  | 9,5 %           | 10,7 %          |
| NPD             | Dirk Susemihl      | 6,5 %           | 6,9 %           |
| GRÜNE           | Heinz Keuer        | 3,7 %           | 3,4 %           |
| FAMILIE         |                    |                 | 1,0 %           |
| WASG            | Günter Brock       | 1,2 %           | 0,7 %           |
| GRAUE           | Bodo Haas          | 0,9 %           | 0,7 %           |
| Deutschland     | Burkhard Seiffert  | 0,7 %           | 0,4 %           |
| Bündnis für M-V |                    |                 | 0,3 %           |
| PBC             |                    |                 | 0,3 %           |
| AGFG            |                    |                 | 0,2 %           |
| AB              |                    |                 | 0,1 %           |
| Offensive D     |                    |                 | 0,1 %           |
| APD             |                    |                 | 0,1 %           |
| Wahlberechtigte | 50900 Einwohner    | 50900 Einwohner | 50900 Einwohner |
| Wahlbeteiligung | 62,4 %             | 62,4 %          | 62,4 %          |

## Wahl 2002
Bei der Landtagswahl in Mecklenburg-Vorpommern 2002 gab es folgende Ergebnisse:
| Partei          | Direktkandidat     | Erststimmen     | Zweitstimmen    |
| --------------- | ------------------ | --------------- | --------------- |
| SPD             | Beate Mahr         | 40,7 %          | 41,0 %          |
| CDU             | Henning von Storch | 30,0 %          | 30,2 %          |
| PDS             | Birgit Schwebs     | 16,7 %          | 16,1 %          |
| FDP             | Michael Giersberg  | 5,8 %           | 4,7 %           |
| GRÜNE           | Heinz Keuer        | 3,0 %           | 2,7 %           |
| SPASSPARTEI     | Jörn Kujas         | 2,0 %           | 2,0 %           |
| Schill          | Udo Klingenberg    | 1,8 %           | 1,7 %           |
| NPD             |                    |                 | 0,8 %           |
| Bürgerpartei MV |                    |                 | 0,2 %           |
| GRAUE           |                    |                 | 0,2 %           |
| REP             |                    |                 | 0,2 %           |
| V.P.M.V.        |                    |                 | 0,2 %           |
| PBC             |                    |                 | 0,1 %           |
| SLP             |                    |                 | 0,0 %           |
| Wahlberechtigte | 43150 Einwohner    | 43150 Einwohner | 43150 Einwohner |
| Wahlbeteiligung | 73,1 %             | 73,1 %          | 73,1 %          |